# Galería del Rock
La Galería del Rock (en portugués: Galeria do Rock), oficialmente Centro Comercial Grandes Galerías,  es un centro comercial ubicado en la ciudad de Sao Paulo, Brasil. Fue construida e inaugurada en 1963 en el número 439 de la Avenida São João en la zona central de la ciudad entre las calles 24 de mayo y el Largo de Paysandú en el barrio de República.
Cuenta con siete pisos y un sótano.Actualmente posee 450 establecimientos comerciales con predominancia para el comercio de artículos relacionados con el rock, hip hop y artículos para skaters,  además de atender a quienes buscan artículos esotéricos o la saga de libros de Harry Potter, fans de básquet estadounidense y amantes de las músicas antiguas. Es uno de los principales puntos de reunión de tribus urbanas del centro de São Paulo. Por ahí circula un promedio de 25 mil personas al día, número que se eleva a 35 mil los sábados y domingos. El espacio se ha consagrado como una atracción turística de la ciudad.
Además de las tiendas de ropa, la galería tiene algunos bares que cobraban menos de 15 reales por un litro de cerveza, salones de belleza en que la mayoría trabaja con cabello afro, establecimientos de venta de cervezas artesanales, estudios de tatuajes y tiendas de discos de vinilo. Su horario de funcionamiento es de lunes a sábado de 10 a 18 horas con excepción de los feriados.

## Arquitectura
El edificio fue proyectado por el arquitecto Alfredo Mathias, egresado de la Escuela Politécnica de la Universidad de São Paulo, el Centro Comercial Grandes Galerías tiene una arquitectura bastante inusual en comparación con los demás edificios del centro de la ciudad y está considerado uno de los mejores proyectos de Alfredo.  Hay una estandarización en las construcciones del arquitecto, que siguen el estilo sencillo de donde se sitúan las tiendas, en las periferias del edificio, mientras que el centro permite una fácil circulación, organizando el espacio y asegurando un aspecto simétrico en todas las plantas. Las ondulaciones de la fachada también son características del diseñador del edificio, al igual que la ausencia de marquesinas.
Si se analiza por plantas, la Galería alinea sus tiendas de forma organizada. La planta baja alberga sobre todo tiendas de ropa y monopatines, mientras que la segunda planta es popular por el predominio de tiendas de discos, que fueron las responsables de salvar la Galería en los años setenta. En la tercera y primera planta se vende ropa y accesorios, como joyas, botones y mochilas. En la cuarta planta están las tiendas de serigrafía y arte. En la planta baja, una de las principales de acceso, se encuentran las tiendas de zapatillas y skate, mientras que en el sótano, otro de los accesos principales, hay peluquerías y productos dirigidos a los amantes del hip hop, que han ido ganando mucho espacio en la Galería. Llama la atención la cantidad de estudios de tatuajes y piercings . Otra curiosidad es Beatles 4ever, una tienda dedicada íntegramente a productos de la banda de rock The Beatles, formada en los años 60, con artículos que van desde tazas personalizadas hasta mochilas y muñecos hechos de biscuit.
Otro dato curioso es que ofrece al público una vista panorámica de la calle al situarse en el borde del edificio. Se puede ver el interior del edificio, incluidas las escaleras mecánicas, cuando se está en la calle, al igual que se puede ver la ciudad desde el interior del edificio. Los arquitectos responsables del diseño fueron protagonistas de otros proyectos hoy famosos como el edificio del antiguo Hotel Hilton y un conocido edificio en el barrio de Higienópolis cariñosamente apodado el "pastel de bodas".